# Sophus Berendsen
Sophus Berendsen (født 16. oktober 1829 i København, død 18. juni 1884 i Charlottenlund) var en dansk virksomhedsgrundlægger.
Berendsen grundlagde i 1854 virksomheden af samme navn, der til at begynde med var en glas- og stålagentur, men som siden blev en servicevirksomhed inden for rengøring, rens, kemisk produktion m.m. Han var gift med Mariane f. Levin. En søn, Albert Berendsen, videreførte firmaet som et aktieselskab, mens en anden søn, Ivar Berendsen, blev politiker.
Han begravet på Mosaisk Nordre Begravelsesplads i København.